# Férfi labdarúgótorna a 2000. évi nyári olimpiai játékokon
A 2000. évi nyári olimpiai játékokon a férfi labdarúgótornát szeptember 13. és 30. között rendezték. A tornán 16 nemzet csapata vett részt.

## Lebonyolítás
A 16 résztvevőt 4 darab 4 csapatos csoportba sorsolták. Körmérkőzések döntötték el a csoportok végeredményét. A csoportokból az első két helyezett jutott tovább a negyeddöntőbe, ahonnan egyenes kieséses rendszerben folytatódott a torna.

## Játékvezetők
Az olimpiai labdarúgótornára 14 játékvezető és 13 asszisztens meghívására került sor. A FIFA mind a hat tagszövetsége biztosított játékvezetőt (Jv) valamint partbírót (PB). Az UEFA 3 Jv - 4 PB; az AFC 2 Jv - 2 PB; a CONCACAF 2 Jv - 1 PB; a COMNEBOL 2 Jv - 2 PB; a CAF 3 Jv - 2 PB; valamint az OFC 2 Jv - 2 PB küldhetett. A játékvezetők közül hatan 3-3 mérkőzést irányíthatott, hat bíró 2-2, kettő 1-1 mérkőzésre kapott küldést. A játékvezetők nem végeztek partbírói tevékenységet. Az asszisztensek közül ketten Elise Doriri és Michael Ragoonath 7-7, Ali Mulumba Tomusange 6, hatan 5-5, ketten 4-4, ketten 2-2 küldésnek tehettek eleget.
| Afrika - Mourad Daami - Felix Tangawarima - Falla N’Doye Partbírók - Ali Mulumba Tomusange - Wagih Ahmed Farag Ázsia - Lu Csün - Szaad Kamíl al-Fadli Partbírók - Awni Hassouneh - Sankar Komaleewaran Közép-és Észak-Amerika - Peter Prendergast - Felipe Ramos Partbírók - Jorge Horacio Rattalino | Dél-Amerika - Carlos Simon - Mario Sánchez Partbírók - Jorge Horacio Rattalino - Jorge Jaimes Aldave Európa - Ľuboš Micheľ - Herbert Fandel - Stéphane Bré Partbírók - Székely Ferenc - Rombout Hennissen - Vologyimir Petrov - Vladimir Fernández Alfaro Oceánia - Simon Micallef - Bruce Grimshaw Partbírók - Elise Doriri - Lavetala Siuamoa |

## Csoportkör
| Színmagyarázat                                             |
| ---------------------------------------------------------- |
| A csoportok első két helyezettje bejutott a negyeddöntőbe. |
| A csoportok harmadik és negyedik helyezettjei kiestek.     |

### A csoport
| Csapat            | M | Gy | D | V | Rg | Kg | Gk | P |
| ----------------- | - | -- | - | - | -- | -- | -- | - |
| Olaszország (ITA) | 3 | 2  | 1 | 0 | 5  | 2  | +3 | 7 |
| Nigéria (NGR)     | 3 | 1  | 2 | 0 | 7  | 6  | +1 | 5 |
| Honduras (HON)    | 3 | 1  | 1 | 1 | 6  | 7  | –1 | 4 |
| Ausztrália (AUS)  | 3 | 0  | 0 | 3 | 3  | 6  | –3 | 0 |

| 2000. szeptember 13. 20:00 |

| Ausztrália (AUS) | 0–1               | Olaszország (ITA) |
| ---------------- | ----------------- | ----------------- |
|                  | (0–0) Jegyzőkönyv | Pirlo 81'         |

| Melbourne Cricket Ground, Melbourne Nézőszám: 93 252 Játékvezető: Peter Prendergast (jamaicai) |

| 2000. szeptember 13. 18:30 |

| Nigéria (NGR)                             | 3–3               | Honduras (HON)         |
| ----------------------------------------- | ----------------- | ---------------------- |
| Ignabidolor 50' Agali 78' Aiyegbeni 90+1' | (0–1) Jegyzőkönyv | Suazo 35' 76' León 60' |

| Hindmarsh Stadium, Adelaide Nézőszám: 13 386 Játékvezető: Ľuboš Micheľ (szlovák) |

| 2000. szeptember 16. 20:00 |

| Ausztrália (AUS)     | 2–3               | Nigéria (NGR)                     |
| -------------------- | ----------------- | --------------------------------- |
| Foxe 41' Wehrman 44' | (2–2) Jegyzőkönyv | Ikedia 16' Aghahowa 22' Agali 64' |

| Sydney Football Stadium, Sydney Nézőszám: 38 080 Játékvezető: Carlos Simon (brazil) |

| 2000. szeptember 16. 18:30 |

| Olaszország (ITA)               | 3–1               | Honduras (HON)    |
| ------------------------------- | ----------------- | ----------------- |
| Comandini 12' 22' Ambrosini 18' | (3–1) Jegyzőkönyv | Nesta 29' (öngól) |

| Hindmarsh Stadium, Adelaide Nézőszám: 18 301 Játékvezető: Lu Csün (kínai) |

| 2000. szeptember 19. 20:00 |

| Ausztrália (AUS)    | 1–2               | Honduras (HON) |
| ------------------- | ----------------- | -------------- |
| Rosales 51' (öngól) | (0–1) Jegyzőkönyv | Suazo 3' 60'   |

| Sydney Football Stadium, Sydney Nézőszám: 37 788 Játékvezető: Mourad Daami (tunéziai) |

| 2000. szeptember 19. 18:30 |

| Olaszország (ITA)   | 1–1               | Nigéria (NGR) |
| ------------------- | ----------------- | ------------- |
| Okunowo 65' (öngól) | (0–1) Jegyzőkönyv | Lawal 40'     |

| Hindmarsh Stadium, Adelaide Nézőszám: 18 340 Játékvezető: Felipe Ramos (mexikói) |

### B csoport
| Csapat              | M | Gy | D | V | Rg | Kg | Gk | P |
| ------------------- | - | -- | - | - | -- | -- | -- | - |
| Chile (CHI)         | 3 | 2  | 0 | 1 | 7  | 3  | +4 | 6 |
| Spanyolország (ESP) | 3 | 2  | 0 | 1 | 6  | 3  | +3 | 6 |
| Dél-Korea (KOR)     | 3 | 2  | 0 | 1 | 2  | 3  | –1 | 6 |
| Marokkó (MAR)       | 3 | 0  | 0 | 3 | 1  | 7  | –6 | 0 |

| 2000. szeptember 14. 18:30 |

| Dél-Korea (KOR) | 0–3               | Spanyolország (ESP)                  |
| --------------- | ----------------- | ------------------------------------ |
|                 | (0–3) Jegyzőkönyv | Velamazán 10' José Mari 26' Xavi 37' |

| Hindmarsh Stadium, Adelaide Nézőszám: 14 060 Játékvezető: Felipe Ramos (mexikói) |

| 2000. szeptember 14. 20:00 |

| Marokkó (MAR) | 1–4               | Chile (CHI)                                                     |
| ------------- | ----------------- | --------------------------------------------------------------- |
| Ouchla 79'    | (0–1) Jegyzőkönyv | Zamorano 36' 55' (11-esből) 61' (11-esből) Navia 71' (11-esből) |

| Melbourne Cricket Ground, Melbourne Nézőszám: 22 654 Játékvezető: Saad Mane (kuvaiti) |

| 2000. szeptember 17. 18:30 |

| Dél-Korea (KOR) | 1–0               | Marokkó (MAR) |
| --------------- | ----------------- | ------------- |
| I Cshonszu 53'  | (0–0) Jegyzőkönyv |               |

| Hindmarsh Stadium, Adelaide Nézőszám: 12 753 Játékvezető: Herbert Fandel (német) |

| 2000. szeptember 17. 20:00 |

| Spanyolország (ESP) | 1–3               | Chile (CHI)              |
| ------------------- | ----------------- | ------------------------ |
| Lacruz 54'          | (0–2) Jegyzőkönyv | Olarra 24' Navia 41' 90' |

| Melbourne Cricket Ground, Melbourne Nézőszám: 58 061 Játékvezető: Felix Tangawarima (zimbabwei) |

| 2000. szeptember 20. 18:30 |

| Dél-Korea (KOR) | 1–0               | Chile (CHI) |
| --------------- | ----------------- | ----------- |
| I Dongguk 28'   | (1–0) Jegyzőkönyv |             |

| Hindmarsh Stadium, Adelaide Nézőszám: 16 309 Játékvezető: Ľuboš Micheľ (szlovák) |

| 2000. szeptember 20. 20:00 |

| Spanyolország (ESP)     | 2–0               | Marokkó (MAR) |
| ----------------------- | ----------------- | ------------- |
| José Mari 33' Gabri 90' | (1–0) Jegyzőkönyv |               |

| Melbourne Cricket Ground, Melbourne Nézőszám: 24 623 Játékvezető: Lu Jun (kínai) |

### C csoport
| Csapat                 | M | Gy | D | V | Rg | Kg | Gk | P |
| ---------------------- | - | -- | - | - | -- | -- | -- | - |
| Egyesült Államok (USA) | 3 | 1  | 2 | 0 | 6  | 4  | +2 | 5 |
| Kamerun (CMR)          | 3 | 1  | 2 | 0 | 5  | 4  | +1 | 5 |
| Kuvait (KUW)           | 3 | 1  | 0 | 2 | 6  | 8  | –2 | 3 |
| Csehország (CZE)       | 3 | 0  | 2 | 1 | 5  | 6  | –1 | 2 |

| 2000. szeptember 13. 20:00 |

| Egyesült Államok (USA) | 2–2               | Csehország (CZE)                         |
| ---------------------- | ----------------- | ---------------------------------------- |
| Albright 21' Wolff 44' | (2–1) Jegyzőkönyv | Jankulovski 28' Lu. Došek 52' (11-esből) |

| Bruce Stadium, Canberra Nézőszám: 24 800 Játékvezető: Carlos Simon (brazil) |

| 2000. szeptember 13. 19:00 |

| Kamerun (CMR)                      | 3–2               | Kuvait (KUW)               |
| ---------------------------------- | ----------------- | -------------------------- |
| Alnoudji 37' M’Boma 76' Lauren 86' | (1–0) Jegyzőkönyv | el-Mutairi 63' Mubárak 88' |

| Brisbane Cricket Ground, Brisbane Nézőszám: 26 730 Játékvezető: Bruce Grimshaw (új-zélandi) |

| 2000. szeptember 16. 20:00 |

| Egyesült Államok (USA) | 1–1               | Kamerun (CMR) |
| ---------------------- | ----------------- | ------------- |
| Vagenas 64'            | (0–1) Jegyzőkönyv | M’Boma 16'    |

| Bruce Stadium, Canberra Nézőszám: 22 379 Játékvezető: Mario Sanchez Yanten (chilei) |

| 2000. szeptember 16. 19:00 |

| Csehország (CZE)       | 2–3               | Kuvait (KUW)                 |
| ---------------------- | ----------------- | ---------------------------- |
| Heinz 2' Lengyel 90+1' | (1–0) Jegyzőkönyv | el-Mutairi 56' Szaíd 64' 73' |

| Brisbane Cricket Ground, Brisbane Nézőszám: 22 182 Játékvezető: Mourad Daami (tunéziai) |

| 2000. szeptember 19. 20:00 |

| Egyesült Államok (USA)              | 3–1               | Kuvait (KUW) |
| ----------------------------------- | ----------------- | ------------ |
| Califf 40' Albright 63' Donovan 88' | (1–0) Jegyzőkönyv | Nadzsem 83'  |

| Melbourne Cricket Ground, Melbourne Nézőszám: 19 684 Játékvezető: Herbert Fandel (német) |

| 2000. szeptember 19. 20:00 |

| Csehország (CZE) | 1–1               | Kamerun (CMR) |
| ---------------- | ----------------- | ------------- |
| Lu. Došek 53'    | (0–1) Jegyzőkönyv | Lauren 24'    |

| Brisbane Cricket Ground, Brisbane Nézőszám: 23 442 Játékvezető: Simon Micallef (ausztrál) |

### D csoport
| Csapat                        | M | Gy | D | V | Rg | Kg | Gk | P |
| ----------------------------- | - | -- | - | - | -- | -- | -- | - |
| Brazília (BRA)                | 3 | 2  | 0 | 1 | 5  | 4  | +1 | 6 |
| Japán (JPN)                   | 3 | 2  | 0 | 1 | 4  | 3  | +4 | 6 |
| Dél-afrikai Köztársaság (RSA) | 3 | 1  | 0 | 2 | 5  | 5  | 0  | 3 |
| Szlovákia (SVK)               | 3 | 1  | 0 | 2 | 4  | 6  | –2 | 3 |

| 2000. szeptember 14. 19:00 |

| Brazília (BRA)                          | 3–1               | Szlovákia (SVK) |
| --------------------------------------- | ----------------- | --------------- |
| Edú 30' Cisovský 68' (öngól) Alex 90+1' | (1–1) Jegyzőkönyv | Porázik 26'     |

| Brisbane Cricket Ground, Brisbane Nézőszám: 24 616 Játékvezető: Simon Micallef (ausztrál) |

| 2000. szeptember 14. 20:00 |

| Dél-afrikai Köztársaság (RSA) | 1–2               | Japán (JPN)      |
| ----------------------------- | ----------------- | ---------------- |
| Nomvethe 31'                  | (1–0) Jegyzőkönyv | Takahara 46' 78' |

| Bruce Stadium, Canberra Nézőszám: 17 500 Játékvezető: Stéphane Bré (francia) |

| 2000. szeptember 17. 19:00 |

| Brazília (BRA) | 1–3               | Dél-afrikai Köztársaság (RSA)         |
| -------------- | ----------------- | ------------------------------------- |
| Edú 11'        | (1–1) Jegyzőkönyv | Fortune 10' Nomvethe 74' Lekoelea 90' |

| Brisbane Cricket Ground, Brisbane Nézőszám: 36 328 Játékvezető: Bruce Grimshaw (új-zélandi) |

| 2000. szeptember 17. 20:00 |

| Szlovákia (SVK) | 1–2               | Japán (JPN)            |
| --------------- | ----------------- | ---------------------- |
| Porázik 83'     | (0–0) Jegyzőkönyv | Nakata 67' Inamoto 74' |

| Bruce Stadium, Canberra Nézőszám: 15 289 Játékvezető: Falla N’Doye (szenegáli) |

| 2000. szeptember 20. 19:00 |

| Brazília (BRA) | 1–0               | Japán (JPN) |
| -------------- | ----------------- | ----------- |
| Alex 5'        | (1–0) Jegyzőkönyv |             |

| Brisbane Cricket Ground, Brisbane Nézőszám: 36 608 Játékvezető: Stéphane Bré (francia) |

| 2000. szeptember 20. 20:00 |

| Szlovákia (SVK)        | 2–1               | Dél-afrikai Köztársaság (RSA) |
| ---------------------- | ----------------- | ----------------------------- |
| Czinege 64' Šlahor 72' | (0–0) Jegyzőkönyv | McCarthy 75'                  |

| Bruce Stadium, Canberra Nézőszám: 14 562 Játékvezető: Mario Sanchez Yanten (chilei) |

## Egyenes kieséses szakasz
|  |                            |                        |                            |                         |       |                        |                         |                         |                         |                         |               |       |       |
|  | Negyeddöntők               | Negyeddöntők           | Negyeddöntők               |                         |       | Elődöntők              | Elődöntők               | Elődöntők               |                         |                         | Döntő         | Döntő | Döntő |
|  | Negyeddöntők               | Negyeddöntők           | Negyeddöntők               |                         |       | Elődöntők              | Elődöntők               | Elődöntők               |                         |                         | Döntő         | Döntő | Döntő |
|  | szeptember 23. – Canberra  |                        |                            |                         |       |                        |                         |                         |                         |                         |               |       |       |
|  |                            |                        |                            |                         |       |                        |                         |                         |                         |                         |               |       |       |
|  | C1                         | Egyesült Államok (USA) | 2 (5)                      |                         |       |                        |                         |                         |                         |                         |               |       |       |
|  | C1                         | Egyesült Államok (USA) | 2 (5)                      | szeptember 26. – Sydney |       |                        |                         |                         |                         |                         |               |       |       |
|  | D2                         | Japán (JPN)            | 2 (4)                      |                         |       |                        |                         |                         |                         |                         |               |       |       |
|  | D2                         | Japán (JPN)            | 2 (4)                      |                         |       | Egyesült Államok (USA) | Egyesült Államok (USA)  | 1                       |                         |                         |               |       |       |
|  | szeptember 23. – Sydney    |                        |                            |                         |       | Egyesült Államok (USA) | Egyesült Államok (USA)  | 1                       |                         |                         |               |       |       |
|  |                            |                        | Spanyolország (ESP)        | Spanyolország (ESP)     | 3     |                        |                         |                         |                         |                         |               |       |       |
|  | A1                         | Olaszország (ITA)      | Spanyolország (ESP)        | Spanyolország (ESP)     | 3     | 0                      |                         |                         |                         |                         |               |       |       |
|  | A1                         | Olaszország (ITA)      |                            |                         |       | 0                      | szeptember 30. – Sydney |                         |                         |                         |               |       |       |
|  | B2                         | Spanyolország (ESP)    | 1                          |                         |       |                        |                         |                         |                         |                         |               |       |       |
|  | B2                         | Spanyolország (ESP)    | 1                          |                         |       | Spanyolország (ESP)    | Spanyolország (ESP)     | 2 (3)                   |                         |                         |               |       |       |
|  | szeptember 23. – Brisbane  |                        |                            |                         |       | Spanyolország (ESP)    | Spanyolország (ESP)     | 2 (3)                   |                         |                         |               |       |       |
|  |                            |                        | Kamerun (CMR)              | Kamerun (CMR)           | 2 (5) |                        |                         |                         |                         |                         |               |       |       |
|  | D1                         | Brazília (BRA)         | Kamerun (CMR)              | Kamerun (CMR)           | 2 (5) | 1                      |                         |                         |                         |                         |               |       |       |
|  | D1                         | Brazília (BRA)         | szeptember 26. – Melbourne |                         |       | 1                      |                         |                         |                         |                         |               |       |       |
|  | C2                         | Kamerun (CMR)          | 2                          |                         |       |                        |                         |                         |                         |                         |               |       |       |
|  | C2                         | Kamerun (CMR)          | 2                          |                         |       | Kamerun (CMR)          | Kamerun (CMR)           | 2                       | Bronzmérkőzés           | Bronzmérkőzés           | Bronzmérkőzés |       |       |
|  | szeptember 23. – Melbourne |                        |                            |                         |       | Kamerun (CMR)          | Kamerun (CMR)           | 2                       | Bronzmérkőzés           | Bronzmérkőzés           | Bronzmérkőzés |       |       |
|  |                            |                        | Chile (CHI)                | Chile (CHI)             | 1     |                        |                         | szeptember 29. – Sydney | szeptember 29. – Sydney | szeptember 29. – Sydney |               |       |       |
|  | B1                         | Chile (CHI)            | Chile (CHI)                | Chile (CHI)             | 1     | 4                      |                         | szeptember 29. – Sydney | szeptember 29. – Sydney | szeptember 29. – Sydney |               |       |       |
|  | B1                         | Chile (CHI)            |                            |                         |       |                        |                         | Egyesült Államok (USA)  | Egyesült Államok (USA)  | 0                       |               |       |       |
|  | A2                         | Nigéria (NGR)          | 1                          |                         |       |                        |                         | Egyesült Államok (USA)  | Egyesült Államok (USA)  | 0                       |               |       |       |
|  | A2                         | Nigéria (NGR)          | 1                          |                         |       | Chile (CHI)            | Chile (CHI)             | 2                       |                         |                         |               |       |       |
|  |                            |                        |                            |                         |       | Chile (CHI)            | Chile (CHI)             | 2                       |                         |                         |               |       |       |

### Negyeddöntők
| 2000. szeptember 23. 18:30 |

| Egyesült Államok (USA)                | 2–2 (h. u.)                 | Japán (JPN)                              |
| ------------------------------------- | --------------------------- | ---------------------------------------- |
| Wolff 68' Vagenas 90'                 | (0–1, 2–2, 2–2) Jegyzőkönyv | Janagiszava 30' Takahara 72'             |
| Büntetőpárbaj                         |                             |                                          |
| Vagenas Agoos Donovan Wolff Victorine | 5–4                         | Nakamura Inamoto Morioka Nakata Mjódzsin |

| Hindmarsh Stadium, Adelaide Nézőszám: 18 345 Játékvezető: Felix Tangawarima (zimbabwei) |

| 2000. szeptember 23. 19:00 |

| Brazília (BRA)   | 1–2 (h. u.)                 | Kamerun (CMR)          |
| ---------------- | --------------------------- | ---------------------- |
| Ronaldinho 90+4' | (0–1, 1–1, 1–1) Jegyzőkönyv | M’Boma 17' M’Bami 113' |

| Brisbane Cricket Ground, Brisbane Nézőszám: 37 332 Játékvezető: Herbert Fandel (német) |

| 2000. szeptember 23. 20:00 |

| Olaszország (ITA) | 0–1               | Spanyolország (ESP) |
| ----------------- | ----------------- | ------------------- |
|                   | (0–0) Jegyzőkönyv | Gabri 86'           |

| Football Stadium, Sydney Nézőszám: 38 134 Játékvezető: Carlos Simon (brazil) |

| 2000. szeptember 23. 20:00 |

| Chile (CHI)                                    | 4–1               | Nigéria (NGR) |
| ---------------------------------------------- | ----------------- | ------------- |
| Contreras 17' Zamorano 18' Navia 42' Tello 65' | (3–0) Jegyzőkönyv | Agali 76'     |

| Melbourne Cricket Ground, Melbourne Nézőszám: 44 425 Játékvezető: Saad Mane (kuvaiti) |

### Elődöntők
| 2000. szeptember 26. 20:00 |

| Spanyolország (ESP)                 | 3–1               | Egyesült Államok (USA) |
| ----------------------------------- | ----------------- | ---------------------- |
| Tamudo 16' Angulo 25' José Mari 87' | (2–1) Jegyzőkönyv | Vagenas 42' (11-esből) |

| Football Stadium, Sydney Nézőszám: 39 800 Játékvezető: Mourad Daami (tunéziai) |

| 2000. szeptember 26. 21:00 |

| Chile (CHI)        | 1–2               | Kamerun (CMR)                    |
| ------------------ | ----------------- | -------------------------------- |
| Abanda 78' (öngól) | (0–0) Jegyzőkönyv | M’Boma 84' Lauren 89' (11-esből) |

| Melbourne Cricket Ground, Melbourne Nézőszám: 64 338 Játékvezető: Stéphane Bré (francia) |

### Bronzmérkőzés
| 2000. szeptember 29. 20:00 |

| Egyesült Államok (USA) | 0–2               | Chile (CHI)                 |
| ---------------------- | ----------------- | --------------------------- |
|                        | (0–0) Jegyzőkönyv | Zamorano 69' (11-esből) 84' |

| Football Stadium, Sydney Nézőszám: 26 381 Játékvezető: Simon Micallef (ausztrál) |

### Döntő
| 2000. szeptember 30. 12:00 |

| Kamerun (CMR)                   | 2–2 (h. u.)                 | Spanyolország (ESP)          |
| ------------------------------- | --------------------------- | ---------------------------- |
| Amaya 53' (öngól) Eto’o 58'     | (0–2, 2–2, 2–2) Jegyzőkönyv | Xavi 2' Gabri 45+2'          |
| Büntetőpárbaj                   |                             |                              |
| M’Boma Eto’o Njitap Lauren Wome | 5–3                         | Xavi Capdevila Amaya Albelda |

| Olympic Stadium, Sydney Nézőszám: 104 098 Játékvezető: Felipe Ramos (mexikói) |

| A 2000. évi nyári olimpiai játékok férfi labdarúgótornájának olimpiai bajnoka |
| · KAMERUN · 1. cím                                                            |
| ----------------------------------------------------------------------------- |

## Góllövőlista
6 gólos
- Iván Zamorano

4 gólos
- Patrick M'Boma
- Reinaldo Navia
- David Suazo

3 gólos
- Victor Agali
- Romero José Maria
- Gabri
- Lauren Etame Mayer
- Suazo
- Takahara Naohiro
- Peter Vagenas

## Végeredmény
Az első négy helyezett utáni sorrend nem tekinthető hivatalosnak, mivel ezekért a helyekért nem játszottak mérkőzéseket. Ezért e helyezések meghatározása a következők szerint történt:
1. több szerzett pont (a 11-esekkel eldöntött találkozók a hosszabbítást követő eredménnyel, döntetlenként vannak feltüntetve)
2. jobb gólkülönbség
3. több szerzett gól

A hazai csapat eltérő háttérszínnel kiemelve.
| Helyezés | Csapat                        | M | Gy | D | V | G+ | G– | Gk | P  |
| -------- | ----------------------------- | - | -- | - | - | -- | -- | -- | -- |
| Arany    | Kamerun (CMR)                 | 6 | 3  | 3 | 0 | 11 | 8  | +3 | 12 |
| Ezüst    | Spanyolország (ESP)           | 6 | 4  | 1 | 1 | 12 | 6  | +6 | 13 |
| Bronz    | Chile (CHI)                   | 6 | 4  | 0 | 2 | 14 | 6  | +8 | 12 |
| 4.       | Egyesült Államok (USA)        | 6 | 1  | 3 | 2 | 9  | 11 | –2 | 6  |
|          |                               |   |    |   |   |    |    |    |    |
| 5.       | Olaszország (ITA)             | 4 | 2  | 1 | 1 | 5  | 3  | +2 | 7  |
| 6.       | Japán (JPN)                   | 4 | 2  | 1 | 1 | 6  | 5  | +1 | 7  |
| 7.       | Brazília (BRA)                | 4 | 2  | 0 | 2 | 6  | 6  | 0  | 6  |
| 8.       | Nigéria (NGR)                 | 4 | 1  | 2 | 1 | 8  | 10 | –2 | 5  |
|          |                               |   |    |   |   |    |    |    |    |
| 9.       | Dél-Korea (KOR)               | 3 | 2  | 0 | 1 | 2  | 3  | –1 | 6  |
| 10.      | Honduras (HON)                | 3 | 1  | 1 | 1 | 6  | 7  | –1 | 4  |
| 11.      | Dél-afrikai Köztársaság (RSA) | 3 | 1  | 0 | 2 | 5  | 5  | 0  | 3  |
| 12.      | Kuvait (KUW)                  | 3 | 1  | 0 | 2 | 6  | 8  | –2 | 3  |
| 13.      | Szlovákia (SVK)               | 3 | 1  | 0 | 2 | 4  | 6  | –2 | 3  |
| 14.      | Csehország (CZE)              | 3 | 0  | 2 | 1 | 5  | 6  | –1 | 2  |
| 15.      | Ausztrália (AUS)              | 3 | 0  | 0 | 3 | 3  | 6  | –3 | 0  |
| 16.      | Marokkó (MAR)                 | 3 | 0  | 0 | 3 | 1  | 7  | –6 | 0  |